# Мечеть шейха Лотфаллы
Мече́ть ше́йха Лотфаллы́ (перс. مسجد شیخ لطف الله‎) — крупнейшая мечеть Исфахана, одна из крупнейших мечетей Ирана и мира, расположенная на востоке площади Накш-э Джахан (также называется площадью Имама), в центре города Исфахан. Является одним из ярчайших примеров персидской архитектуры, в частности исфаханской школы. Один из объектов Всемирного наследия ЮНЕСКО в Иране, в составе площади Накш-э Джахан и расположенных на ее территории архитектурных памятников.

## История
Инициатором строительства мечети являлся сефевидский правитель Аббас-Шах, который в 1598 году перевёл столицу своей империи из Казвина в Исфахан. Строительство мечети началось в 1603 году, а завершилось в 1619 году. Это было первой грандиозной стройкой, инициированной Аббас-Шахом в Исфахане. Впоследствии рядом с данной мечетью, на площади Накш-э Джахан были построены другие некоторые архитектурные шедевры Исфахана, в частности дворец Али Гапу и мечеть Имама (исторические названия — мечеть Джамэ-е Аббас и мечеть Ша́ха). Архитекторами мечети шейха Лотфаллы и упомянутых выше зданий являлись Бахаадин Аль-Амили и Мохаммад Реза Исфахани.
Мечеть названа в честь шейха Лотфаллы (имя которого с персидского переводится как «слуга Аллаха»), являвшегося имамом данной мечети в первые годы ее существования. Мечеть шейха Лотфаллы отличается своей грандиозностью, обилием разноцветной и узорчатой майолики. Считается одной из самых красивых и величественных мечетей Ирана и мира. Мечеть также отличается отсутствием минаретов.

## Галерея

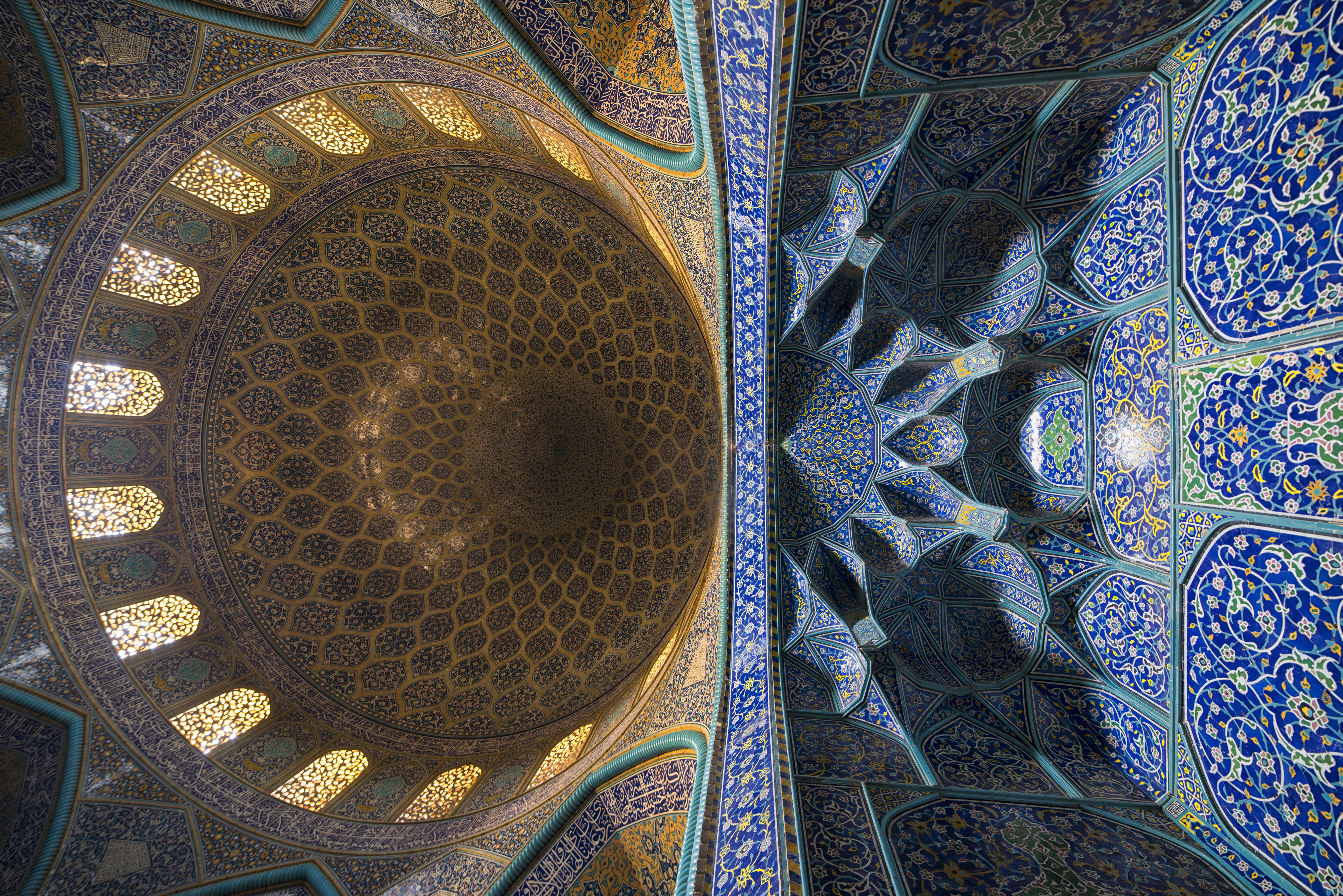
Интерьер и свод